# Gaultheria hispidula
Gaultheria hispidula là một loài thực vật có hoa trong họ Thạch nam. Loài này được (L.) Muhl. ex Bigelow mô tả khoa học đầu tiên năm 1824.

## Hình ảnh

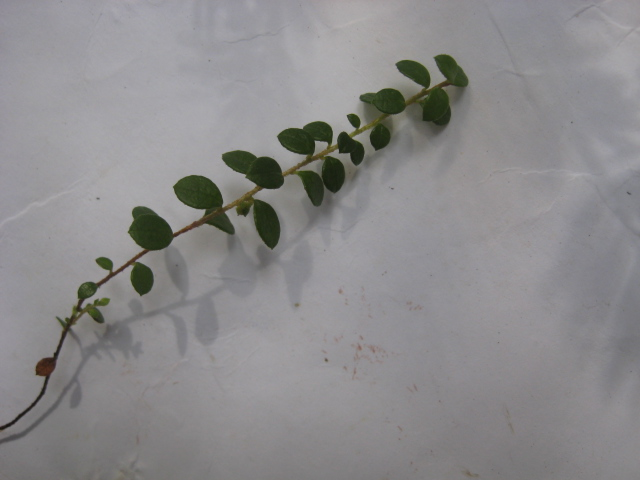
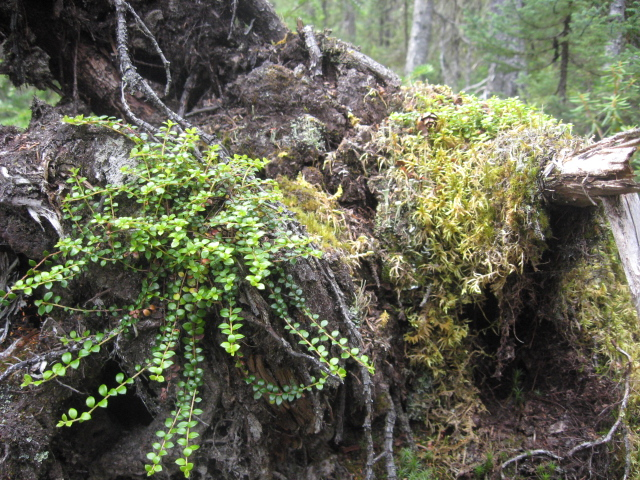
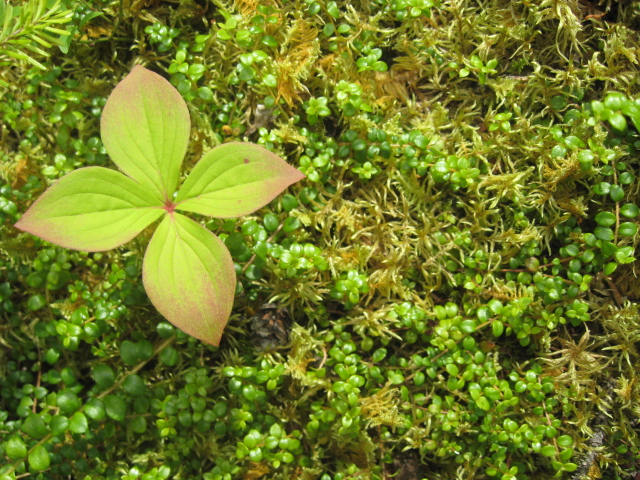